# Ptychotis rigens
Ptychotis rigens är en flockblommig växtart som beskrevs av William Henry Harvey. Ptychotis rigens ingår i släktet Ptychotis och familjen flockblommiga växter. Inga underarter finns listade i Catalogue of Life.